# Boana icamiaba
Boana icamiaba é uma espécie de anuro da família Hylidae endêmica do Brasil.
A espécie faz parte do grupo dos chamados "sapos-gladiadores" e possui espinhos próximos aos polegares. Seu nome científico é dado em homenagem à lenda indígena das guerreiras icamiabas.

## Descrição original
- Peloso, Pedro L.V.; Oliveira, Renan M. De; Sturaro, Marcelo J.; Rodrigues, Miguel T.; Lima-Filho, Geraldo R.; Bitar, Youszef O.C.; Wheeler, Ward C.; Aleixo, Alexandre (20 de julho de 2018). «Phylogeny of map frogs, Boana semilineata species group, with a new Amazonian species (Anura: Hylidae)». South American Journal of Herpetology (Abstract). 13 (2): 150–169. doi:10.2994/SAJH-D-17-00037.1. Consultado em 20 de julho de 2022